# 虹萱
露絲瑪莉．凡登布魯克（法語：Rosemary Vandenbroucke，1981年9月18日—），中文藝名虹萱，亞歐混血兒，生於法國南部，香港模特兒和影星，2006年開始加入歌手及時裝設計師行列，她首張全唱專輯《In My Dreams》於2006年2月8日推出。她對英語、法語、德語及粵語都很流利。現正學習普通話。

## 簡歷

### 早年生活
虹萱父親為俄羅斯－法國混血兒，母親Julie（現為虹萱唱片經理人）為中國人。童年於法國長大，小學畢業後返回香港，入讀香港國際學校，14歲參加第二屆香港模特兒精英大賽（Elite Model Look），贏得超級模特兒大賽冠軍，1996年起開始其模特兒生涯。

### 模特兒生涯
1998年，虹萱被法國時裝品牌 YSL聖羅蘭（Yves Saint Laurent）委任為1998年聖羅蘭大使，先後在各地拍攝不少廣告及作時裝表演，較著名的代言有中國媚必臨（Maybelline Cosmetic,China）與歐蕾（Olay）；她先後獲「十佳Model」、「亞洲十大超模」等多項殊榮。

### 唱作人之路
2002年她學習作曲及結他，三年內以個人的生活感受，創作了30多首作品，獲英國Rogers Music垂青而於2005年12月28日正式簽約成為歌手，是該公司在香港簽下的首位歌手。她將於2006年2月16日推出首張全唱作專輯Dreams Come True，同時在香港及英國發行，她負責全部作曲、英語歌詞、主唱及和唱，全部編曲及製作則由香港音樂人李啟昌負責，專輯內同時會有英語、粵語及國語的作品。她表示，曾經歷迷失的時候，幸有位好友建議她將自己的音樂創作結集成唱片，令她重拾積極樂觀的信念，憑歌傳達「耐心等待，一切也會夢想成真」的正面訊息。
她第一首主打歌是 I Didn't Know，是為一個男性朋友而寫，靈感來源是因為太忙，無暇陪伴心情不快的朋友，而又不懂得如何跟他解釋，唯有以歌寄意。(2005年12月29日新浪香港網) 該曲旋即成為香港電台大力推介的主打歌，打入HONG KONG TOP TEN十大之內。香港樂壇前輩歌手譚詠麟認為「她的歌曲富有老牌樂隊Fleetwood Mac的風格」，稱讚她「其聲線及曲式特別，是香港難得的歌手」。

### 時裝設計之路
在模特兒和歌手以外，虹萱正計劃與位於深圳的內地成衣生產商際群服飾有限公司(「宣因」品牌)合作，在中國內地推出她自己設計的時裝，並以《Rosemary》作品牌，實行多線發展。

### 涉嫌藏毒
2010年8月29日，虹萱在美國內華達州因涉嫌藏毒被捕，之後又因駕車撞毀當地一個著名地標而被起訴，10月改控更嚴重罪名，2011年1月再審。

## 綜藝節目（香港電台）
- 2000年：《反斗英語》之意重重

## 參演電影
- 2001年：《絕色神偷》
- 2001年：《絕世好Bra》
- 2002年：《絕世好B》
- 2003年：《絕種鐵金剛》

## 專輯
- Dreams Come True, Rogers Music (2006) (於2006年2月16日推出)

## 相關新聞
- 名模Rosemary發片　朝創作歌手邁進 (台灣TVBS新聞，2006年1月3日) （页面存档备份，存于）
- ROSEMARY處女唱片2月发行 敢玩吉他彈唱(2006年1月29日TOM.COM娛樂網)

## 外部連結
- 虹萱的Instagram帳戶